# 滇南十大功劳
滇南十大功劳（学名：Mahonia hancockiana）是小檗科十大功劳属的植物，为中国的特有植物。分布在中国大陆的云南等地，生长于海拔1,000米至3,200米的地区，一般生长在混交林中以及岩山坡，目前尚未由人工引种栽培。